# Shadow rap
Shadow rap – odmiana hip-hopu, cechująca się stosunkowo krótkimi utworami (trwającymi zwykle od 2 do 4 minut) oraz bardzo agresywnymi i bezpośrednimi tekstami piosenek. Beaty mają charakter kosmiczny i mroczny, zawierają sample z nietypowych źródeł (przykładowo dźwięki Windows 98, starych seriali, anime).
Najpopularniejszymi wykonawcami shadow rapu jest zespół $uicideboy$ pochodzący z Nowego Orleanu, Pouya, raper z Florydy, a przede wszystkim Bones.
Bones jest pionierem stylu shadow rap, z albumami takimi jak Bones (wydany w 2012) i Cracker (wydany w 2013) oraz popularnymi utworami, takimi jak „Dirt” i „HDMI”.
Gatunek zyskał na popularności w 2015 wraz ze wzrostem popularności Bones’a i $uicideboy$ na platformach YouTube i Soundcloud.